# Elecciones locales de Ibagué de 2011
Las elecciones locales de Ibagué de 2011 se llevaron a cabo el 30 de octubre de 2011 en la ciudad de Ibagué, donde fueron elegidos los siguientes cargos:
- Alcalde de Ibagué..
- Los 19 miembros del Concejo de Ibagué.
- Los miembros de las Juntas Administradoras Locales de las 13 Comunas de Ibagué.

## Legislación
Según la Constitución de Colombia, pueden ejercer su derecho a sufragio los ciudadanos mayores 18 años de edad que no hagan parte de la Fuerza Pública, no estén en un proceso de interdicción, y que no hayan sido condenados. Las personas que se encuentran en centros de reclusión, tales como cárceles o reformatorios, podrán votar en los establecimientos que determine la Registraduría Nacional. La inscripción en el registro civil no es automática, el ciudadano debe dirigirse a la sede regional de la Registraduría para inscribir su identificación personal en un puesto de votación.
La Ley 136 de 1994 establece que para ser elegido alcalde se requiere ser ciudadano colombiano en ejercicio y haber nacido o ser residente del respectivo municipio o de la correspondiente área metropolitana durante un año anterior a la fecha de inscripción o durante un período mínimo de tres años consecutivos en cualquier época. El alcalde se elige por mayoría simple, sin tener en cuenta la diferencia de votos con relación a quien obtenga el segundo lugar.
Está prohibido para los funcionarios públicos del municipio difundir propaganda electoral a favor o en contra de cualquier partido, agrupación o movimiento político, a través de publicaciones, estaciones de televisión y de radio o imprenta pública, según la Constitución y la Ley Estatutaria de Garantías Electorales.
Los organismos encargados de velar administrativamente por el evento son la Registraduría Nacional del Estado Civil y el Consejo Nacional Electoral

### Voto en blanco
En Colombia el voto en blanco se considera una expresión del disenso a través del cual se promueve la protección de la libertad del elector. En la normativa electoral colombiana, el voto en blanco es “una expresión política de disentimiento, abstención o inconformidad, con efectos políticos”.
Algunas discusiones del Congreso se señaló que esa mayoría debía ser mayoría simple, sin embargo la Corte Constitucional ha hecho consideraciones que indican que se requeriría de mayoría absoluta, aunque no se ha pronunciado, ni conceptuado sobre este acto legislativo.

## Alcaldía de Ibagué
El 30 de octubre de 2011 fue elegido alcalde de la ciudad Luis Hernando Rodríguez, cuyo mandato comenzará el 1 de enero de 2012 y terminará el 1 de enero de 2016.De 349.124 de votos potenciales, 190.863 participaron, recibiendo Rodríguez 78.233, es decir el 44.22%, mientras que su contrincante más cercano, Ricardo Alfonso Ferro, logró 64.744 es decir el 36.59% de los votos.

### Planes de Gobierno
Todos los planes de gobierno de los candidatos a la Alcaldía de Bogotá se encuentran en la página web de la Registraduría Nacional.

### Encuestas
Estas encuestas son previas a la oficialización de las candidaturas y después de la misma hasta el día de las elecciones.
| Fecha                   | Encuestador           | Candidato                 | Candidato             | Candidato              | Candidato      | Candidato | Candidato        | Candidato       | Estadísticas | Estadísticas | Estadísticas      |
| Luis Hernando Rodríguez | Ricardo Alfonso Ferro | Carlos Andrés Ramirez Rey | Luis Alberto Bejarano | Fidel Humberto Pinilla | Voto en blanco | Ninguno   | Indeciso (Ns/Nr) | Margen de error | Fuente       |              |                   |
| ----------------------- | --------------------- | ------------------------- | --------------------- | ---------------------- | -------------- | --------- | ---------------- | --------------- | ------------ | ------------ | ----------------- |
| 30/10/2011              | Invamer Gallup        | 42,0%                     | 34,0%                 | 6,0%                   | 1,0%           | 0,0%      | 12,0%            | -               | -            | 5,8%         | Ecos del Combeima |

## Concejo Municipal
La votación para la conformación del Concejo de Ibagué arrojó los siguientes resultados:
| Partido                                 | Tipo¹                | Votos  | %     | Curules |
| --------------------------------------- | -------------------- | ------ | ----- | ------- |
| Partido Liberal Colombiano              | Preferente           | 28.009 | 16,33 | 4 (-1)  |
| Partido de la U                         | Preferente           | 23.942 | 13,96 | 4 (+1)  |
| Cambio Radical                          | Preferente           | 17.185 | 10,02 | 2       |
| Partido Conservador Colombiano          | Preferente           | 16.951 | 9,88  | 2       |
| Partido de Integración Nacional         | Preferente           | 11.296 | 6,58  | 1 (+1)  |
| Movimiento Social Primero Ibagué        | Preferente           | 11.180 | 6,51  | 1 (-1)  |
| Movimiento MIRA                         | Preferente           | 10.545 | 6,14  | 1       |
| Alianza Verde                           | Preferente           | 9.649  | 5,62  | 1 (+1)  |
| Progresistas                            | Preferente           | 8.699  | 5,07  | 1 (+1)  |
| Polo Democrático Alternativo            | Preferente           | 7.283  | 4,24  | 1 (+1)  |
| Movimiento La Rosita                    | Preferente           | 14.024 | 6,98  | 2 (+1)  |
| Movimiento de Inclusión y Oportunidades | Preferente           | 6.775  | 3,95  | 1 (-1)  |
| Alianza Social Independiente            | Preferente           | 4.071  | 2,37  | 0       |
| Afrovides                               | Preferente           | 3.362  | 1,96  | 0       |
| Votos blancos                           | Votos blancos        | 12.545 | 7,31  | 7,31    |
| Votos nulos                             | Votos nulos          | 9.353  | 4,96  | 4,96    |
| Tarjetas no marcadas                    | Tarjetas no marcadas | 7.597  | 4,03  | 4,03    |

- (¹) - Existen dos tipos de voto para elecciones para el Concejo de Ibagué. Con el voto preferente el partido o movimiento político opta por inscribir una lista abierta de tal manera que el elector vota no solo por el partido o movimiento político sino además por alguno de los candidatos que componen la lista. Obtienen curul los candidatos que más votos obtuvieron dentro del partido, dependiendo del número de escaños que alcance la colectividad, sin importar el orden de inscripción dentro de la lista. Con el voto no preferente se inscribe una lista cerrada de tal manera que el elector sólo vota por el partido o movimiento político. La asignación de curules se hace en el orden de inscripción dentro de la lista, dependiendo del número de escaños que alcance el partido.